# T-50
T-50 – czołg lekki produkcji radzieckiej z okresu drugiej wojny światowej.

## Historia
W 1939 roku zespół konstruktorów zakładu nr. 185 im. Kirowa w Leningradzie, kierowany przez inż. Siemiona Ginzburga rozpoczął pracę nad czołgiem oznaczonym początkowo SP (wsparcia piechoty, ros. СП - Сопровождающий Пехоту), a później obiekt 126 lub T-126 (SP). Konstrukcyjnie nawiązywał on do czołgu T-34, a miał być następcą czołgu T-26. A ten ostatni podczas wojny zimowej z Finlandią okazał się już przestarzałą konstrukcją. To właśnie wielkie straty poniesione wśród T-26 były przyczyną zlecenia prac nad T-50. Pierwsze prototypy czołgu zbudowano w 1940 roku. Po wstępnych badaniach prototyp przekazano Fabryce nr 174 w Leningradzie, która miała podjąć produkcję seryjną czołgu. W następstwie zmian projektowych, powstał nowy prototyp o nazwie obiekt-127 (T-127), który następnie został skierowany do produkcji. Od pierwotnego projektu obiektu 126, różnił się m.in. mniejszą masą, co uzyskano głównie dzięki zmniejszeniu grubości pancerza z 45 do 37 mm. Dla czołgu opracowano nowy silnik dieslowski W-4 o mocy 300 KM. Po przeprowadzeniu badań dwóch nowych prototypów, które zbudowane zostały w styczniu 1941 roku, czołg T-50 został przyjęty do uzbrojenia Armii Czerwonej w kwietniu 1941 roku. Fabryka nr 174 zdążyła wyprodukować tylko 50 sztuk. Potem zakłady zostały ewakuowane do Niżnego Tagiłu i Omska.
Zakład w Omsku wyprodukował tylko 15 pojazdów, a potem rozpoczął produkcję czołgów T-34. Ogółem wraz z prototypami zbudowano 65 wozów T-50.

## Służba
Czołgi T-50 wyprodukowane w Leningradzie zostały użyte przez brygadę pancerną walczącą na Przesmyku Karelskim. Jeden pojazd tego typu został zdobyty przez armię fińską. Ponadto wozy tego typu walczyły w 1941 roku na Ukrainie w pasie natarcia niemieckiej 4 Dywizji Pancernej. Niewielka liczba wyprodukowanych pojazdów sprawiła jednak, że był to wóz tak rzadko spotykany, że nie umieszczono go nawet w niemieckich instrukcjach rozpoznawczych.